# Macrobrachium dayanum
Macrobrachium dayanum är en kräftdjursart som först beskrevs av Henderson 1893.  Macrobrachium dayanum ingår i släktet Macrobrachium och familjen Palaemonidae. Inga underarter finns listade i Catalogue of Life.